# レオン・イェッセル
レオン・イェッセル（ドイツ語: Leon Jessel, 1871年1月22日 - 1942年1月4日）は、ドイツの作曲家である。とりわけオペレッタの作曲家として著名だが、日本では日本テレビ系列で放映される「キユーピー3分クッキング」のテーマ曲として有名な『おもちゃの兵隊の観兵式』（『おもちゃの兵隊の行進』、ドイツ語: Parade der Zinnsoldaten）作品123の作曲家として知られる。 

## 生涯
商人の息子としてシュテティーン（現在ポーランド領）に生まれる。1891年からゲルゼンキルヒェンやミュールハイム・アン・デア・ルールを振り出しに楽長としての活動に入り、その後フライベルクやキール、シュテティーン、ケムニッツを転々とする。1896年にクララ・ルイーゼ・グリューネヴァルトと結婚。1899年から1905年までリューベックのヴィルヘルム劇場の楽長を務めた後、リューベック通商連合声楽協会の総裁におさまる。1909年に娘エヴァ・マリアが誕生し、1911年よりベルリンに転居するも、1919年に離婚して1921年にアンナ夫人と再婚した。
ベルリン時代の1911年からオペレッタ作曲家として精力的な活動に転向。イェッセルのオペレッタやジングシュピールは、ベルリンで初演された後、ミュンヘンやハンブルク、ケーニヒスベルクでも上演された。わけてもアウグスト・ナイトハルトの台本によるオペレッタ『シュヴァルツヴァルトの娘』（ドイツ語: Das Schwarzwaldmädel）は最大の成功作で、1917年にベルリンのコーミッシェ・オーパーで初演された後、10年の間におよそ6000回もの公演を重ねたと見積もられており、海外では、たとえば1922年にブエノスアイレスのコリセオ劇場の舞台にもかけられた。1973年の映画化では、名ワーグナー歌手のヴォルフガング・ヴィントガッセンや、カラヤンとの共演で知られるジャネット・ペリーらが主演している。『シュヴァルツヴァルトの娘』に次ぐ成功作は、1921年に初演されたオペレッタ『女郵便局長』（ドイツ語: Die Postmeisterin）である。
自らの愛国的な見解から、ナチスをさしあたって好意的に見ていたイェッセルは、ナチスの権力掌握の後で、アルフレート・ローゼンベルクのドイツ文化闘争同盟（ドイツ語: Kampfbund für deutsche Kultur (KfdK)）に登録を求める。だがユダヤ系であることを根拠に入会を拒絶されたうえ、その後まもなく上演禁止の憂き目に遭う（イェッセル家は改宗ユダヤ人の家系であり、1894年にユダヤ教を棄教しキリスト教徒になっていた）。
1941年12月15日にイェッセルは、ベルリン・ミッテ地区のゲシュタポ司令部に召喚されて、逮捕された。逮捕の理由は、1939年に家宅捜査の際に発見された、脚本家ヴィルヘルム・シュテルク宛てにウィーンに送られたイェッセルの私信から窺われる。「私はひとときたりとも働くことが出来ません。ユダヤ人嫌いの煽動家によって人間関係を壊されてしまったからです。おぞましい運命がいつどこで私の扉を叩くやら見当もつきません」。アレクサンダー広場の警察本部の地下牢に投獄されたイェッセルは、虐待を受けたために重体に陥り、1942年1月4日にベルリン・ユダヤ人病院で死去した。